# 伊藤栄二
伊藤 栄二（いとう えいじ、1966年10月4日 - ）は、日本の検察官。内閣官僚としては内閣司法制度改革役職職員。法務官僚としては法務省大臣官房長（2020年1月9日 - 2021年1月4日）。司法修習修了第43期。

## 略歴
- 1966年10月　出生。
- 1989年3月　東京大学法学部を卒業。
- 1991年04月　司法（検察官）採用
- 1991年04月　東京地検 検事
- 1992年04月　長崎地検 検事
- 1995年04月　東京地検 検事
- 1996年04月　千葉地検 検事
- 1997年04月　広島地検 検事
- 1999年04月　　兼 法務省刑事局付
- 2001年07月　　兼 内閣司法制度改革 推進準備室 室員
- 2001年12月　　兼 内閣司法制度改革 推進本部 事務局参事官補佐
- 2003年08月　　兼 内閣司法制度改革 推進本部 事務局企画官
- 2004年12月　東京地検 検事
- 2005年04月　横浜地検 検事
- 2006年10月　　兼 法務省刑事局付
- 2007年08月　法務省刑事局参事官
- 2010年04月　東京地検検事
- 2012年04月　法務省 大臣官房 参事官（予算担当）
- 2015年01月　法務省 刑事局 総務課長
- 2015年10月　法務省 大臣官房 人事課長
- 2019年07月　山形地検 検事正
- 2019年08月　　兼 検察官・公証人特別任用等審査会試験委員

（副検事選考試験担当、同年11月30日まで）
- 2020年01月　最高検察庁検事
- 2020年01月　　兼 法務省 大臣官房付
- 2020年01月　　兼 法務省大臣官房長
- 2021年01月　　法務省大臣官房長 退任
- 2021年07月　静岡地方検察庁 検事正。
- 2023年07月　東京高等検察庁次席検事。

## 発言
検察官定年延長問題
2020年1月、安倍晋三内閣の閣議により検察官の定年後の半年間勤務延長が決定されて国会が紛糾した際、伊藤は法務省大臣官房官房長として参議院の予算委員会に出席し、次のような発言をした。
小西洋之 一般職の国家公務員である検察官が勤務延長制度は適用できないと日本語で明確に書いた当時の政府統一見解があるのに、…なぜ安倍内閣では黒川検事長の勤務延長が法的に可能になるのでしょうか…官房長、答弁いただけますか。あなたは官房長で、事務次官の下で人事制度を担当する官房長ですよね。…いつこの通知の存在を把握したんですか。その日時を答えてください。

伊藤栄二　…私としてこの通知を明示的に把握したのは本日でございます。

小西洋之　…刑事局長〔元官房長〕は…この通知をいつ把握したんですか。日時を答えてください。

川原隆司　…今回の人事の過程の中で把握してございます。

小西洋之　…この通知を部下の誰から見せられましたか。

川原隆司　…部下から見せられたことは間違いございません。

小西洋之　…あなた、さっき、そういう文書は存在しないって言ったじゃないですか。